# ورم حبيبي تماسي

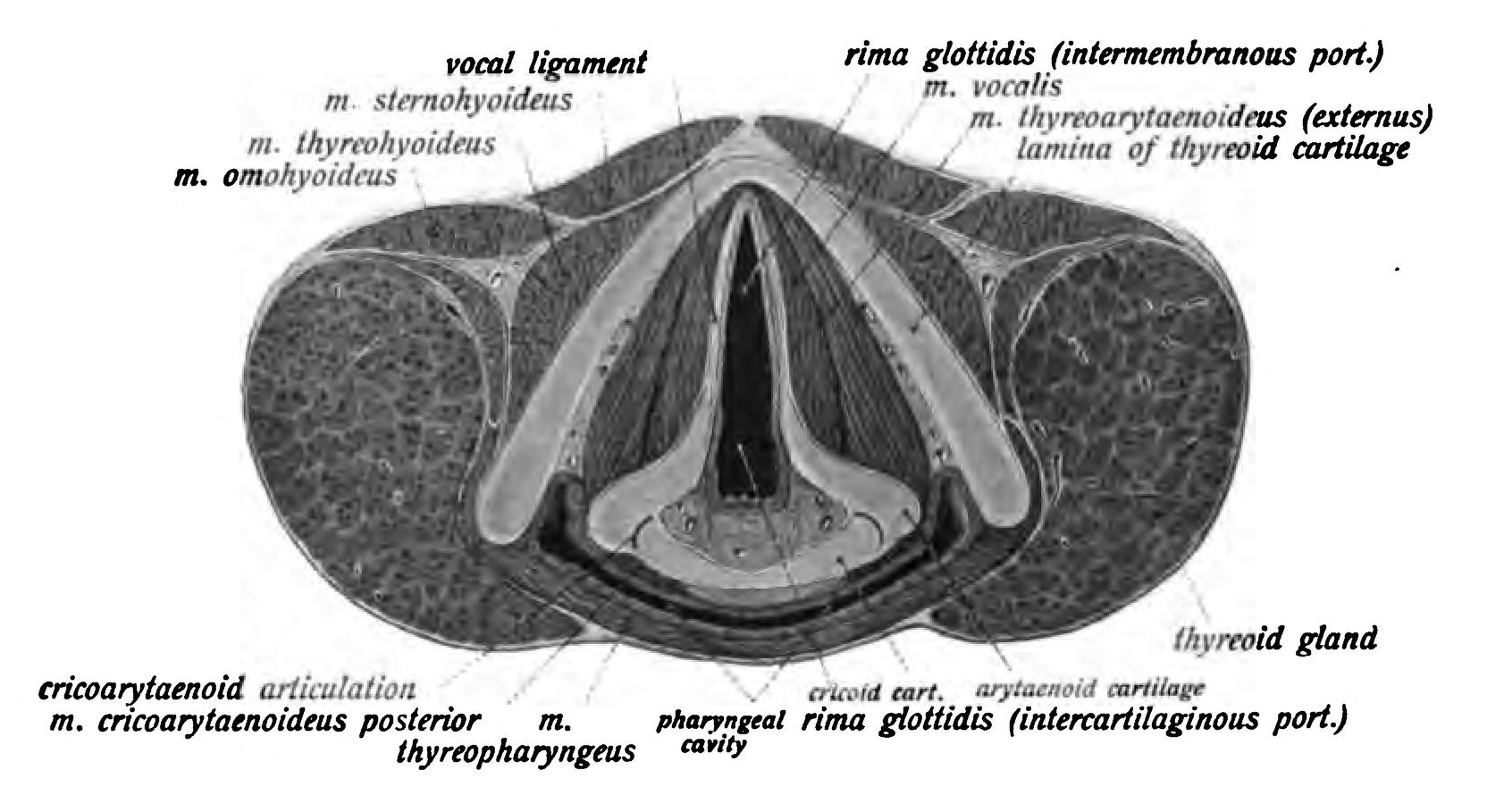

الوَرَم الحُبَيبيّ التماسّي ،والمعروف أيضاً بقرحة التماسّ هي حالة مَرَضيّة تتواجد فيها القرحة في الطيّات الصوتيّة على الغشاء المخاطي للثلث الخلفي من الحبل الصوتي (العمليّة الصوتيّة) حيث تتصل الأربطة الصوتيّة. السبب الرئيسي لهذه الحالة هو زيادة الضغط لفترات طويلة علة الطيات الصوتية، ويتم رؤيتها غالباً في الناس الذين يستخدمون أصواتهم بطريقة مُفرطة مثل المغنّيين (جون ماير هو أشهر حالة ملحوظة) . يُعتقد بأنّ مَرَض الارتجاع المَعِديّ المُرَيئيّ عامل مُساهم في تطوير قرحة التماس.

## الأعراض
تتمثّل الأعراض الأوليّة ببحّة حادّة أو مُزمنة في الصوت وإرهاق الصوت وألم الحَلْق.

## التشخيص
يتضمّن عادةً تشخيص قرحة التماس فحص بالمنظار وأخذ خزعة حيّة كي يتم فحص القرحة لدراسة الخلايا.

## العلاج
إذا كان التحدث بقوّة هو السبب الرئيسي، فالعلاج يتضمّن راحة الأحبال الصوتيّة لمدة 6 اسابيع، ويُتبع عادةً بعلاج صوتي حيث يمكن تعليم المرضى كيفية استخدام الصوت بشكل صحيح. وهناك علاج جراحي يتضمن إزالة القرحة، وغالباً ما يتم في مراحل متقدمة تتطلّب التدخل الجراحي لكي لا تتكرر الحالة.
في الحالة التي يكون فيها الارتجاع المَعِدِي المُرَيْئي سبباً للورم الحُبَيبي التَمَاسي، فيتم التدخّل الجراحي من البداية.